# William Sancroft
William Sancroft (Fressingfield, 30 januari 1617 – aldaar, 24 november 1693) was aartsbisschop van Canterbury tussen 1677 en 1690. In 1688 verzette hij zich tegen de Declaration of Indulgence (Tolerantieverklaring), die de katholieke koning Jacobus II van Engeland had uitgevaardigd. Daarentegen bleef hij Jacobus II trouw toen deze later in dat jaar was afgezet. Hij weigerde als een van de Nonjurors de eed van trouw af te leggen op Willem III van Oranje als koning van Engeland.

## Levensloop
Sancroft werd geboren in Fressingfield (Suffolk). Hij volgde onderwijs in Bury St Edmunds en studeerde daarna theologie aan de Universiteit van Cambridge. Hij studeerde af in 1641 en werd daarna staflid aan de universiteit, maar in 1649 kwam hij in botsing met de puriteinen, die toen de macht hadden in Engeland. Hij weigerde de eed van trouw af te leggen aan het regime en werd ontslagen.
Tot aan de Restauratie in 1660 leidde hij een wisselvallig bestaan op verschillende adressen, dan weer in Engeland, dan weer in Nederland. Daarna kreeg hij weer een functie aan de Universiteit van Cambridge. In 1663 werd hij deken in York; een jaar later kreeg hij dezelfde functie bij St Paul’s Cathedral in  Londen. Hij was een van de initiatiefnemers tot de herbouw van de kerk na de Grote brand van Londen in 1666.
In 1668 werd hij benoemd tot aartsdiaken in Canterbury, maar hij verruilde die post in 1670 voor die van voorzitter van de Anglicaanse Synode. In 1677 werd hij onverwachts gekozen tot aartsbisschop van Canterbury.
Sancroft stond koning Karel II bij op diens sterfbed in 1685. In hetzelfde jaar kroonde hij koning Jacobus II.
In 1687 kondigde de katholieke Jacobus de Declaration of Indulgence af, die aan katholieken en protestantse ‘Dissenters’ vrijwel volledige burgerrechten verleende. Hij eiste van de Anglicaanse bisschoppen, dat het document op zondag in alle kerken zou worden voorgelezen. Sancroft stuurde een brief rond waarin hij het voorlezen van het document verbood. Hij werd met zes andere bisschoppen voor de rechtbank gedaagd en omdat ze weigerden een borgsom te betalen, werden ze in gevangenis van de Tower of London opgesloten. Kort daarna sprak de rechtbank hen vrij.
Na de val van Jacobus II steunde Sancroft een verklaring van het House of Lords waarin de lords Willem III van Oranje, die Jacobus had verdreven, vroegen om een vrij parlement en tolerantie jegens protestantse dissenters. Toen Willem III in 1689 tot koning werd uitgeroepen, weigerde Sancroft, en in zijn voetspoor acht andere bisschoppen en ca. 400 lagere geestelijken van de Engelse Anglicaanse Kerk, de eed van trouw op de nieuwe koning af te leggen. Voor Sancroft was Jacobus II nog steeds de wettige koning; Willem III was welkom als regent, maar niet als koning. Door de opstelling van Sancroft werden Willem III en zijn echtgenote Mary gekroond door de bisschop van Londen, in plaats van door de aartsbisschop van Canterbury, zoals gebruikelijk was.
Sancroft en zijn volgelingen werden Nonjurors (eedweigeraars) genoemd. Waar de Nonjurors in de Engelse kerk een minderheid waren, waren ze in de Schotse Anglicaanse kerk zelfs een meerderheid. In de loop van 1690 werden alle Engelse Nonjurors ontslagen en verruilde de overheid de banden met de Schotse Anglicaanse kerk voor een band met de Schotse presbyterianen. Vanaf augustus 1690 werd de functie van Sancroft waargenomen door John Tillotson, die in april 1691 zijn opvolger werd.
In tegenstelling tot andere Nonjurors trok Sancroft zich terug uit het openbare leven. Hij leidde nog korte tijd een teruggetrokken bestaan in zijn geboorteplaats Fressingfield, waar hij in 1693 overleed.